# 타카다 노부히코
타카다 노부히코(일본어: 高田延彦, 1962년 4월 12일 ~ )는 일본의 전 종합격투기 선수, 종합격투기 해설자, 프로레슬링 선수, 배우, 사업가다. 1994년 여배우 무카이 아키(向井亜紀)와 결혼했다.